# Bisarca

Camion bisarca storico della Fiat

La bisarca (chiamata colloquialmente cicogna) è un carro merci o un autocarro (autotreno, autoarticolato) a due piani specifico per il trasporto di autoveicoli.

## Etimologia
Il nome bisarca è originariamente di formazione scherzosa e deriva dal latino bis, che significa ‘due volte’, e da arca (di Noè), nel suo significato di ‘grande struttura’.

## Tipi di veicoli

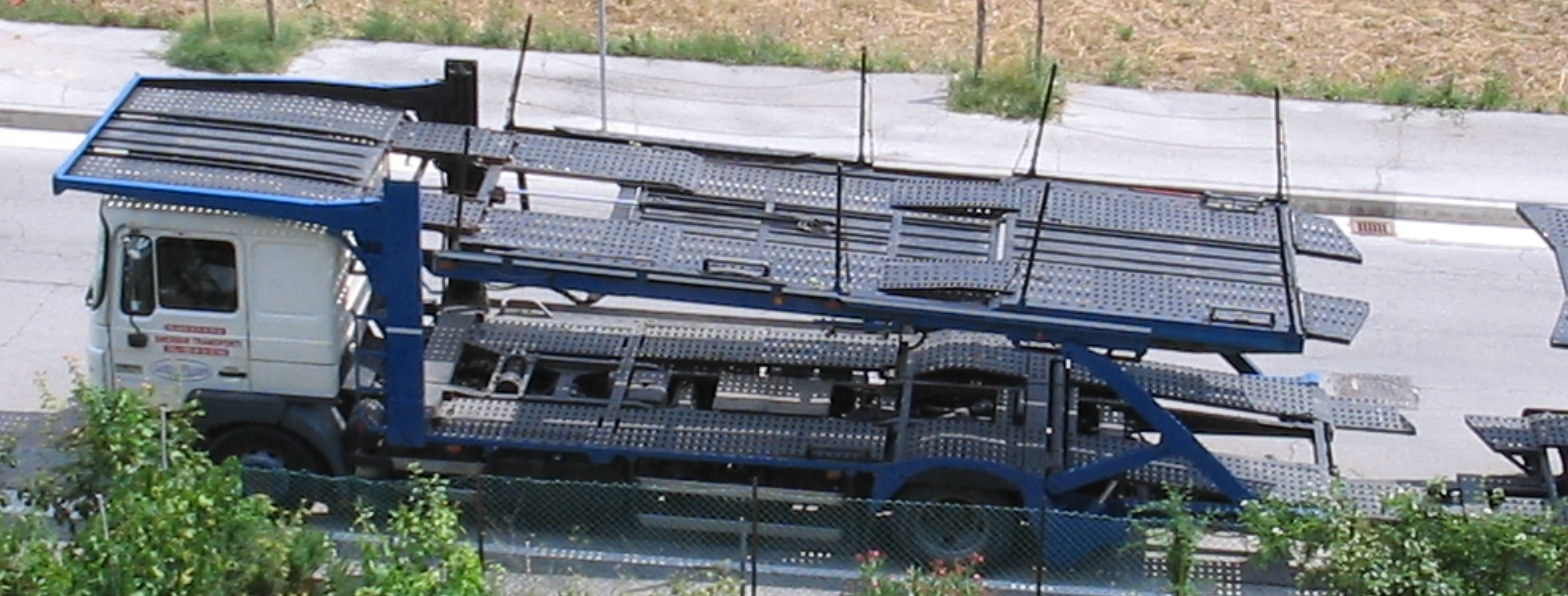
Camion bisarca

Si possono distinguere:

### Camion bisarca
Nell'utilizzo per i trasporti stradali l'automezzo è solitamente dotato di impianto adatto al carico e allo scarico del materiale trasportato; nello specifico di una rampa posteriore abbassabile a livello stradale e del livello superiore del piano di carico inclinabile verso il basso. Questo automezzo è definito anche come un autoveicolo per trasporto specifico.

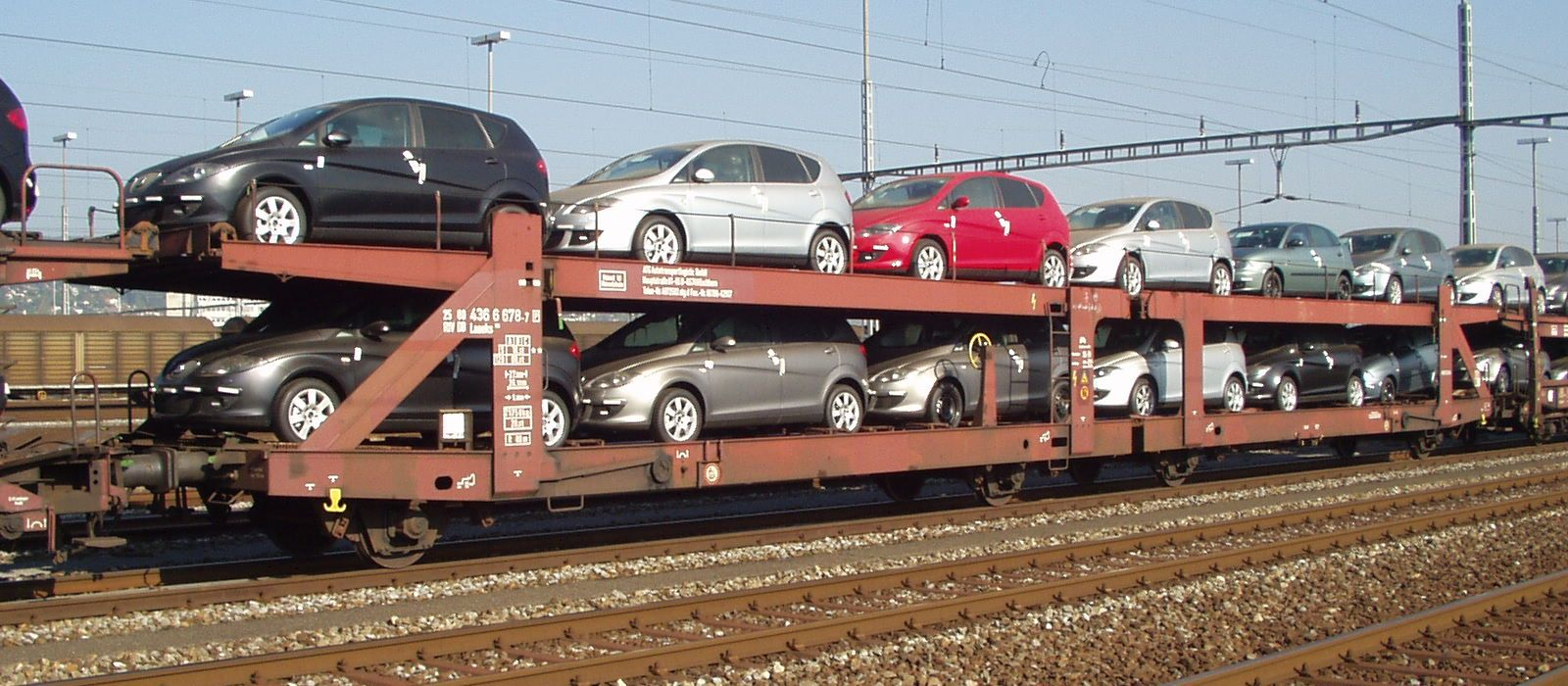
Un carro ferroviario bisarca

### Carro bisarca
In campo ferroviario è invece usuale l'uso di ripiani fissi e il carico-scarico avviene grazie a rampe apposite installate negli scali ferroviari.
L'utilizzo precipuo è il trasferimento industriale delle autovetture dagli stabilimenti ai luoghi di consegna, recentemente anche l'utilizzatore privato ha cominciato a poter usufruire dei carri bisarca grazie alla diffusione del servizio di invio dell'auto al seguito.